# Городская усадьба Я. А. Маслова — А. П. Оболенского
Городская усадьба Я. А. Маслова — А. П. Оболенского — памятник архитектуры, расположенный в городе Москве.

## История
В середине XVII века участок, где сейчас расположено имение, принадлежал княжескому роду Львовых. В 1773 году он перешёл во владение действительного статского советника Якова Андреевича Маслова, при котором и был возведён главный дом городской усадьбы с двумя флигелями, которые некоторое время служили доходными домами.
В конце XVIII века владельцем здания стал муж внучки Маслова — тайный советник А. П. Оболенский. При нём часть постройки сдавалась в аренду. В 1840—1850-х годах в усадьбе располагалась мастерская Н. П. Хитрова.
В 1860-е годы здание было приобретено купцом А. К. Беккерсом.
В 1874 году усадьба перешла во владение купца Александра Никифоровича Прибылова, после смерти которого хозяйкой имения стала вдова Клавдия Ивановна.
Во второй половине XIX века здание претерпевает не одну реконструкцию. Так, например, в 1896 году по проекту архитектора И. А. Иванова-Шица флигели увеличились в высоте до уровня главного дома усадьбы.
Что же касается архитектуры, то интерес представляют балконы с изящными решётками и декор фасадов, в том числе замысловатый ритм окон, сохранившийся со времён строительства усадьбы.
На рубеже XIX — XX веков в усадьбе находилась гостиница «Берлин», позже переименованная в «Париж-Англия».
Последним владельцем усадьбы до революции являлся Николай Тимофеевич Соловьёв.
В настоящее время в стенах постройки расположен Институт востоковедения РАН. Городская усадьба Я. А. Маслова — А. П. Оболенского является одним из объектов культурного наследия федерального значения.